# セイヨウショウロ科
セイヨウショウロ科（もしくはセイヨウショウロタケ科）はチャワンタケ目に属する外生菌根菌の一群である。俗にトリュフと呼ばれるキノコを含み、トリュフの多くはセイヨウショウロ属(Tuber)に位置づけられているが、それ以外のキノコ（たとえばTerfezia属など）でもトリュフとして扱われる場合がある。
本科は1822年にベルギーの植物学者バルテルミー・シャルル・ジョゼフ・デュモルティエによって分類された。1997年のリボソームDNAの塩基配列に基づく分子系統解析により、ノボリリュウ科の菌類と近縁であることが報告された。
なお、日本語での呼称が類似しているショウロ科やニセショウロ科は、ともに門の階級で別の位置に置かれており、二核菌亜界に属する点で共通するのみであり、セイヨウショウロ科との直接の類縁関係は非常に薄い。